# Дитя Макона (фільм)
«Дитя Макона» (англ. The Baby Of Macon) — кінофільм.

## Сюжет
В місті Маконі жінка з потворним обличчям раптово народила здорову красиву дитину. Мешканцям це сприймається як диво, поширюються чутки, що справжня мати — не вона. Цим скористалася її незаймана донька, яка оголошує, що саме вона народила дитину в результаті непорочного зачаття. Дитині починають поклонятися, але вмішується розгнівана церква, і самовпевненість, жадібність самої дівчини призводить до трагедії.

## У ролях
- Джулія Ормонд — донька
- Рейф Файнс — син єпископа
- Філіп Стоун — єпископ
- Джонатан Лейсі — Козімо Медічі
- Дон Хендерсон — духівник
- Селія Грегорі — настоятельниця
- Джеф Наттел — мажордом
- Джесіка Гайнс — перша повитуха (в титрах Джессіка Стівенсон)
- Кетрін Хантер — друга повитуха
- Габріель Рейді — третя повитуха
- Френк Еджертон — суфлер
- Філім Макдермот — перший вчитель
- Тоні Фогель — батько